# Jesse Mashburn
Jesse Mashburn (Jesse William „John“ Mashburn; * 14. Februar 1933 in Seminole, Oklahoma) ist ein ehemaliger US-amerikanischer Sprinter, der um die Mitte der 1950er Jahre aktiv war und sich auf die 400 Meter spezialisiert hatte. In der 4-mal-400-Meter-Staffel wurde er 1956 Olympiasieger.
1953 gewann er über 440 Yards in 47,1 s seine einzige Landesmeisterschaft. Im darauffolgenden Jahr 1954 belegte er in 46,98 s Platz 3. 
In den Jahren 1955 und 1956 gewann er, für die Oklahoma State University startend, jeweils die Hochschulmeisterschaft über 440 Yards (46,6 s) bzw. 400 Meter (46,4 s). 
Auch als Läufer über 200 Meter trat er in Erscheinung, jedoch mit mäßigem Erfolg: Lediglich zwei sechste Plätze bei den Meisterschaften 1953 und 1956 (21,7 bzw. 21,15 s über 220 Yards) stehen für ihn zu Buche. 
Bei den Olympischen Spielen 1956 in Melbourne war er Mitglied der US-amerikanischen 4-mal-400-Meter-Staffel, die in der Besetzung Charles Jenkins, Lou Jones, Mashburn als dritter Läufer und 800-Meter-Spezialist Tom Courtney als Schlussläufer in 3:04,81 min die Goldmedaille vor Australien (Silber in 3:06,19 min) und dem Vereinigten Königreich (Bronze in 3:07,19 min) gewann. An den Einzelläufen über 400 Meter nahm Jesse Mashburn nicht teil. Die USA starteten in Melbourne über 400 Meter mit Charles Jenkins, der Olympiasieger wurde, Lou Jones, der Platz fünf belegte, und Jim Lea, der im Viertelfinale ausschied. 
Einen internationalen Erfolg als Einzelläufer hatte Mashburn ein Jahr zuvor bei den Panamerikanischen Spielen in Mexiko-Stadt erzielen können, wo er in 46,44 s auf Platz drei kam. Mit der 4-mal-400-Meter-Staffel der USA gewann er auch hier die Goldmedaille in 3:07,43 min mit mehr als fünf Sekunden Vorsprung vor dem Team aus Jamaika. 